# Ulvophyceae

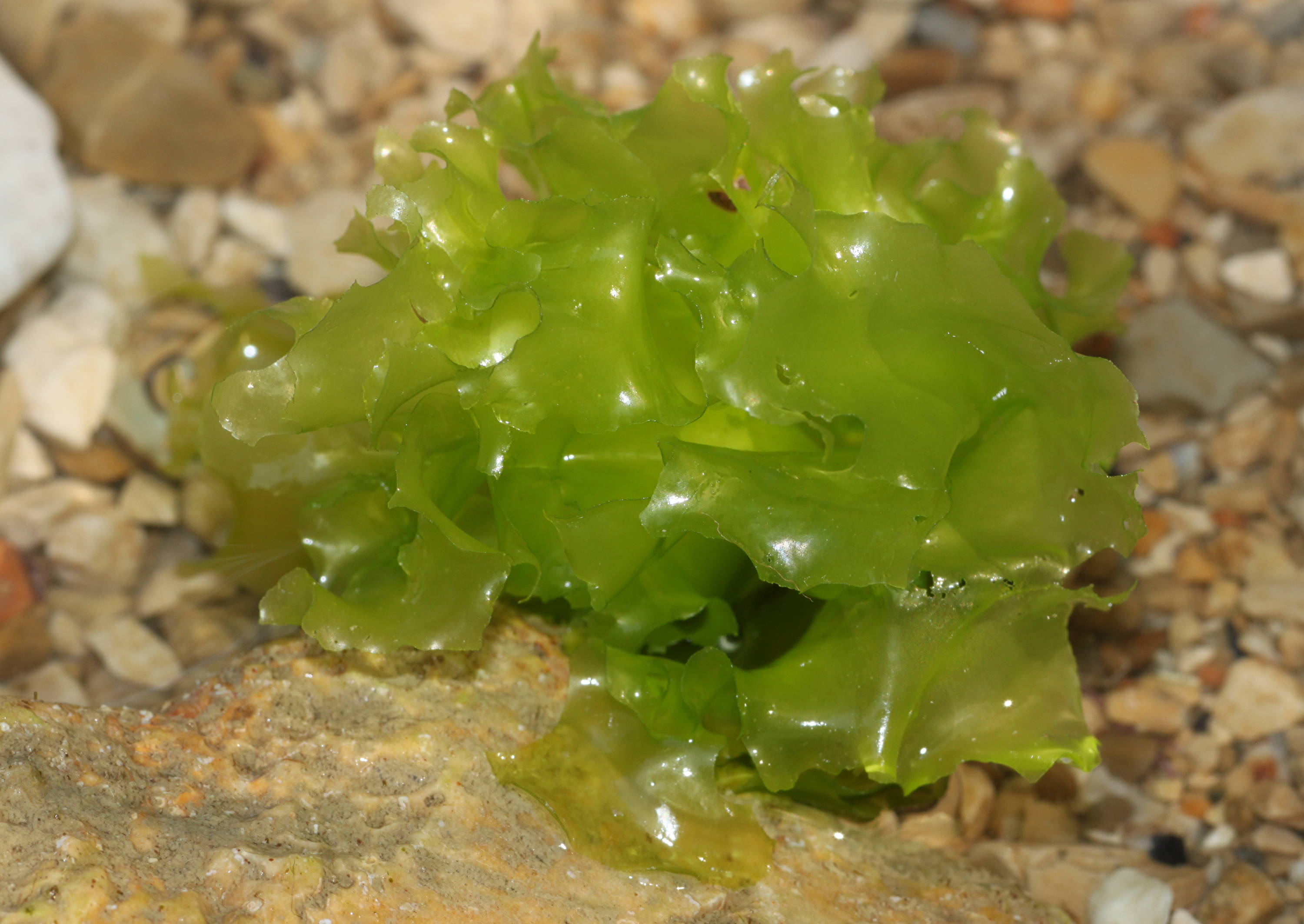
Ulva lactuca, a alface-do-mar.

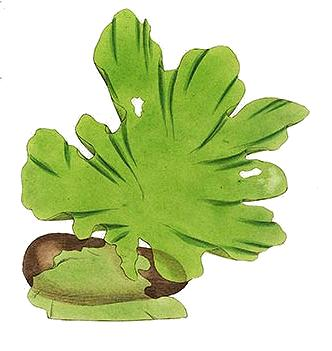
Ulva lactuca (ilustração por James Sowerby).

Ulvophyceae é uma classe de algas verdes da divisão Chlorophyta, que inclui diversas espécies de algas marinhas comuns, entre as quais as alfaces-do-mar (espécies do género Ulva) e os géneros Codium, Acetabularia e Caulerpa.

## Descrição
A maioria das espécies destas algas verdes apenas pode ser distinguida com base na sua morfologia ultraestrutural, ciclo de vida e dados de filogenética molecular.
Entre os membros mais conhecidos desta agrupamento contam-se os géneros Ulva, Caulerpa,  Codium, Ulothrix, Acetabularia, Cladophora, Trentepohlia e Monostroma.
São organismos diversos na morfologia e habitat. A maioria são macroalgas marinhas, como os géneros referidos anteriormente. Outras, como Cladophora, Rhizoclonium e Pithophora, vivem em água doce e em determinadas regiões são consideradas espécies infestantes.
Quando ocorre um tapete de alfaces-do-mar ou de algas azuis, isso é normalmente indicador de poluição por excesso de efluentes nitrogenados.
O grupo está presente no registo fóssil desde o Ordoviciano médio até ao presente.

## Sistemática
A classe inclui as seguintes ordens:
- Bryopsidales
- Cladophorales
- Dasycladales
- Oltmannsiellopsidales
- Scotinosphaerales
- Trentepohliales
- Ulotrichales
- Ulvales

## Filogenia e evolução
A origem e diversificação precoce do Ulvophyceae provavelmente ocorreu no final Neoproterozóico. Embora a maioria das ulvófitas contemporâneas seja cosntituída por macroalgas marinhas (algas marinhas), o ancestral comum das ulvófitas podem ter sido parte do grupo das algas verdes unicelulares de água doce. Evidências filogenéticas moleculares sugerem que o crescimento macroscópico foi alcançado independentemente nas várias linhagens principais de Ulvophyceae (Ulvales, Ulotrichales, Trentepohliales, Cladophorales, Bryopsidales e  Dasycladales). Os fósseis são raros, mas existem bons candidatos num lagerstätte do Ordoviciano.
A reconstituição das relações entre os diversos clados das Ulvophyceae é a que consta do seguinte cladograma:
|  | Cladophorales                                                 |
|  |                                                               |
|  | Blastophysa                                                   |
|  |                                                               |
|  | \| \| Dasycladales \| \| \| \| \| \| Bryopsidales \| \| \| \| |
|  |                                                               |
|  | Trentepohliales                                               |
|  |                                                               |
|  | Dasycladales                                                  |
|  |                                                               |
|  | Bryopsidales                                                  |
|  |                                                               |

|  | Dasycladales |
|  |              |
|  | Bryopsidales |
|  |              |

|  | Cladophorales                                                 |
|  |                                                               |
|  | Blastophysa                                                   |
|  |                                                               |
|  | \| \| Dasycladales \| \| \| \| \| \| Bryopsidales \| \| \| \| |
|  |                                                               |
|  | Trentepohliales                                               |
|  |                                                               |
|  | Dasycladales                                                  |
|  |                                                               |
|  | Bryopsidales                                                  |
|  |                                                               |

|  | Dasycladales |
|  |              |
|  | Bryopsidales |
|  |              |

|  | \| \| Ulvales \| \| \| \| \| \| Phaeophila, Bolbocoleon \| \| \| \| |
|  |                                                                     |
|  | Ulotrichales                                                        |
|  |                                                                     |
|  | Desmochloris, Halochlorococcum                                      |
|  |                                                                     |
|  | Ulvales                                                             |
|  |                                                                     |
|  | Phaeophila, Bolbocoleon                                             |
|  |                                                                     |

|  | Ulvales                 |
|  |                         |
|  | Phaeophila, Bolbocoleon |
|  |                         |

|  | Cladophorales                                                 |
|  |                                                               |
|  | Blastophysa                                                   |
|  |                                                               |
|  | \| \| Dasycladales \| \| \| \| \| \| Bryopsidales \| \| \| \| |
|  |                                                               |
|  | Trentepohliales                                               |
|  |                                                               |
|  | Dasycladales                                                  |
|  |                                                               |
|  | Bryopsidales                                                  |
|  |                                                               |

|  | Dasycladales |
|  |              |
|  | Bryopsidales |
|  |              |

|  | Cladophorales                                                 |
|  |                                                               |
|  | Blastophysa                                                   |
|  |                                                               |
|  | \| \| Dasycladales \| \| \| \| \| \| Bryopsidales \| \| \| \| |
|  |                                                               |
|  | Trentepohliales                                               |
|  |                                                               |
|  | Dasycladales                                                  |
|  |                                                               |
|  | Bryopsidales                                                  |
|  |                                                               |

|  | Dasycladales |
|  |              |
|  | Bryopsidales |
|  |              |

|  | \| \| Ulvales \| \| \| \| \| \| Phaeophila, Bolbocoleon \| \| \| \| |
|  |                                                                     |
|  | Ulotrichales                                                        |
|  |                                                                     |
|  | Desmochloris, Halochlorococcum                                      |
|  |                                                                     |
|  | Ulvales                                                             |
|  |                                                                     |
|  | Phaeophila, Bolbocoleon                                             |
|  |                                                                     |

|  | Ulvales                 |
|  |                         |
|  | Phaeophila, Bolbocoleon |
|  |                         |

|  | Cladophorales                                                 |
|  |                                                               |
|  | Blastophysa                                                   |
|  |                                                               |
|  | \| \| Dasycladales \| \| \| \| \| \| Bryopsidales \| \| \| \| |
|  |                                                               |
|  | Trentepohliales                                               |
|  |                                                               |
|  | Dasycladales                                                  |
|  |                                                               |
|  | Bryopsidales                                                  |
|  |                                                               |

|  | Dasycladales |
|  |              |
|  | Bryopsidales |
|  |              |

|  | Cladophorales                                                 |
|  |                                                               |
|  | Blastophysa                                                   |
|  |                                                               |
|  | \| \| Dasycladales \| \| \| \| \| \| Bryopsidales \| \| \| \| |
|  |                                                               |
|  | Trentepohliales                                               |
|  |                                                               |
|  | Dasycladales                                                  |
|  |                                                               |
|  | Bryopsidales                                                  |
|  |                                                               |

|  | Dasycladales |
|  |              |
|  | Bryopsidales |
|  |              |

|  | \| \| Ulvales \| \| \| \| \| \| Phaeophila, Bolbocoleon \| \| \| \| |
|  |                                                                     |
|  | Ulotrichales                                                        |
|  |                                                                     |
|  | Desmochloris, Halochlorococcum                                      |
|  |                                                                     |
|  | Ulvales                                                             |
|  |                                                                     |
|  | Phaeophila, Bolbocoleon                                             |
|  |                                                                     |

|  | Ulvales                 |
|  |                         |
|  | Phaeophila, Bolbocoleon |
|  |                         |

|  | Cladophorales                                                 |
|  |                                                               |
|  | Blastophysa                                                   |
|  |                                                               |
|  | \| \| Dasycladales \| \| \| \| \| \| Bryopsidales \| \| \| \| |
|  |                                                               |
|  | Trentepohliales                                               |
|  |                                                               |
|  | Dasycladales                                                  |
|  |                                                               |
|  | Bryopsidales                                                  |
|  |                                                               |

|  | Dasycladales |
|  |              |
|  | Bryopsidales |
|  |              |

|  | Cladophorales                                                 |
|  |                                                               |
|  | Blastophysa                                                   |
|  |                                                               |
|  | \| \| Dasycladales \| \| \| \| \| \| Bryopsidales \| \| \| \| |
|  |                                                               |
|  | Trentepohliales                                               |
|  |                                                               |
|  | Dasycladales                                                  |
|  |                                                               |
|  | Bryopsidales                                                  |
|  |                                                               |

|  | Dasycladales |
|  |              |
|  | Bryopsidales |
|  |              |

|  | \| \| Ulvales \| \| \| \| \| \| Phaeophila, Bolbocoleon \| \| \| \| |
|  |                                                                     |
|  | Ulotrichales                                                        |
|  |                                                                     |
|  | Desmochloris, Halochlorococcum                                      |
|  |                                                                     |
|  | Ulvales                                                             |
|  |                                                                     |
|  | Phaeophila, Bolbocoleon                                             |
|  |                                                                     |

|  | Ulvales                 |
|  |                         |
|  | Phaeophila, Bolbocoleon |
|  |                         |

Numa visão menos arrojada, os resultados das análises filogenéticas mostram as seguintes relações:

|  | Cladophorales                                                 |
|  |                                                               |
|  | \| \| Dasycladales \| \| \| \| \| \| Bryopsidales \| \| \| \| |
|  |                                                               |
|  | Trentepohliales                                               |
|  |                                                               |
|  | Dasycladales                                                  |
|  |                                                               |
|  | Bryopsidales                                                  |
|  |                                                               |

|  | Dasycladales |
|  |              |
|  | Bryopsidales |
|  |              |

|  | Ulvales      |
|  |              |
|  | Ulotrichales |
|  |              |

|  | Cladophorales                                                 |
|  |                                                               |
|  | \| \| Dasycladales \| \| \| \| \| \| Bryopsidales \| \| \| \| |
|  |                                                               |
|  | Trentepohliales                                               |
|  |                                                               |
|  | Dasycladales                                                  |
|  |                                                               |
|  | Bryopsidales                                                  |
|  |                                                               |

|  | Dasycladales |
|  |              |
|  | Bryopsidales |
|  |              |

|  | Ulvales      |
|  |              |
|  | Ulotrichales |
|  |              |